# 刺青一代
『刺青一代』（いれずみいちだい）は、1965年11月13日に公開された、鈴木清順監督作品。「一代」シリーズ2作目。
主演は高橋英樹、昭和初期の深川を舞台とした任侠映画である。

## キャスト
- 高橋英樹 : 村上鉄太郎
- 和泉雅子: 木下みどり
- 小高雄二: 江崎修
- 花ノ本寿: 村上健次
- 伊藤弘子: 木下雅代
- 松尾嘉代: おゆき
- 小松方正: 山野千吉
- 高品格: 常吉
- 野呂圭介: 清公
- 河津清三郎: 赤松重五郎
- 河野弘: 黒川
- 柳瀬志郎: 朝吉
- 長弘: 政吉
- 嵯峨善兵: 戸塚岩松
- 山内明: 木下勇造

## スタッフ
- 監督 ：鈴木清順
- 脚本 ：直居欽哉、服部佳
- 音楽 : 池田正義
- 撮影 : 高村倉太郎
- 編集 : 鈴木晄
- 企画 : 高木雅行